# Cailey Fleming
Cailey Presley Fleming (Picayune, 28 de Março de 2007) é uma atriz norte-americana. É mais conhecida por interpretar Judith Grimes na série de televisão americana The Walking Dead do canal AMC.

## Biografia
Ela começou sua carreira aos 8 anos de idade e conseguiu seu primeiro papel em One Mississippi como Jovem Tig. Em junho de 2015, havia uma audição acontecendo com a participação de várias crianças na Paramount Pictures, na Califórnia, para um filme sem título de J. J. Abrams. A selecionada nessa audição foi a jovem atriz Cailey Fleming de 8 anos, para o papel da jovem Rey na cena da visão no novo filme.
Cailey disse que estava animada quando descobriu que estava selecionada. De qualquer forma, ela não sabia que era um filme de Star Wars até chegar no set, na Califórnia. “Foi divertido, nós filmamos no telhado do quartel general”, disse Cailey. “Eu vesti roupas de guerra e tinha maquiagem em meus braços para parecer que eu estava mesmo em um deserto. Eu conheci Daisy Ridley, que foi muito legal comigo. O diretor J.J. Abrams foi super legal e me enviou para a Disneylândia. Toda vez que filmávamos ele gritava: ‘corta’, e me trazia morangos.”
Cercada por familiares e amigos, Cailey se viu no cinema pela primeira vez. “Antes de ver meu rosto, você podia ouvir a minha voz, então eu sabia que minha cena estava chegando e, em seguida, meu rosto apareceu na telona”, disse ela. “Eu estava tão animada. É um bom filme e as pessoas deveriam assisti-lo.”
A jovem Rey é vista no filme quando ela é levada por Unkar Plutt enquanto ela vê a pessoa que a deixou em Jakku partindo em uma nave.
Cailey interpreta Judith Grimes por volta de seus 10 anos de idade após um salto temporal de 6 anos na 9ª temporada de The Walking Dead. Cailey fez sua primeira aparição em grande estilo. Em sua primeira cena interpretando Judith, aparece usando a arma que posteriormente pertencia a seu pai, Rick Grimes. O chapéu que era usado por seu irmão, Carl Grimes e uma Katana, que é o mesmo estilo de espada usado por sua mãe adotiva, Michonne.

## Filmografia

### Televisão
| Ano       | Título                              | Papel         | Notas                                                      |
| --------- | ----------------------------------- | ------------- | ---------------------------------------------------------- |
| 2015      | One Mississippi                     | Jovem Tig     | Episódio: "Piloto"                                         |
| 2016      | Memoir                              | Obee          | Curta para Televisão                                       |
| 2017      | Preacher                            | Susie         | Episódio: "The End of the Road"                            |
| 2017      | Better Things                       | Sorrow        | 4 episódios da 2ª temporada                                |
| 2018–2022 | The Walking Dead                    | Judith Grimes | Recorrente (9.ª temporada) Principal (10.ª-11.ª temporada) |
| 2024      | The Walking Dead: The Ones Who Live | Judith Grimes | Episódio 1x6: "The Last Time"                              |

### Filmes
| Ano  | Título                           | Personagem        |
| ---- | -------------------------------- | ----------------- |
| 2015 | Star Wars: O Despertar da Força  | Rey               |
| 2016 | The Devil and the Deep Blue Sea  | Millie com 9 anos |
| 2017 | Resposta Armada                  | Danielle          |
| 2017 | Desolation                       | Grace             |
| 2018 | Supercon                         | Garotinha         |
| 2018 | Hover                            | Greta Dunn        |
| 2018 | A Justiceira                     | Carly North       |
| 2019 | Star Wars: The Rise of Skywalker | Young Rey         |
| 2024 | Amigos Imaginários               | Bea               |